# Глібівський гідрологічний заказник
Глі́бівський зака́зник — гідрологічний заказник місцевого значення в Україні. Об'єкт природно-заповідного фонду Хмельницької області. 
Розташований у межах Новоушицького району Хмельницької області, на схід і північний схід від села Глібів. 
Площа 101,3 га. Статус присвоєно згідно з рішенням 4 сесії обласної ради від 16.12.1998 року № 13. Перебуває у віданні: Глібівська сільська рада. 
Статус присвоєно для збереження водно-болотного природного комплексу в долині річки Глибочок (притока Ушиці). В зарослях осоки і очерету водяться дикі качки та дикі гуси. Трапляються норець, болотна сова, озерна чайка, журавель сірий.